# Wielersport op de Gemenebestspelen 2018 – Wegwedstrijd mannen
De twintigste editie van de wegwedstrijd voor mannen op de Gemenebestspelen werd gehouden op 14 april 2018. De deelnemers moesten een parcours van 169,8 kilometer in en rond Currumbin afleggen. De Australiër Steele Von Hoff volgde de Welshman Geraint Thomas op als winnaar.

## Uitslag
| Plaats | Naam              | Tijd     |
| ------ | ----------------- | -------- |
| Goud   | Steele Von Hoff   | 3u57'01" |
| Zilver | Jon Mould         | z.t.     |
| Brons  | Clint Hendricks   | z.t.     |
| 4      | Mark Downey       | z.t.     |
| 5      | Hayden McCormick  | z.t.     |
| 6      | Shane Archbold    | z.t.     |
| 7      | Tobyn Horton      | z.t.     |
| 8      | Thomas Stewart    | z.t.     |
| 9      | Cameron Meyer     | z.t.     |
| 10     | Samuel Gaze       | + 3"     |
| 11     | James Oram        | + 9"     |
| 12     | Ian Bibby         | + 11"    |
| 13     | Jack Bauer        | + 21"    |
| 14     | Luke Rowe         | + 53"    |
| 15     | Andreas Miltiadis | + 57"    |
| 16     | Jason Christie    | z.t.     |
| 17     | Mark Stewart      | z.t.     |
| 18     | Brendon Davids    | z.t.     |
| 19     | Suleiman Kangangi | z.t.     |
| 20     | Charles Kagimu    | z.t.     |